# Челядь
Че́лядь; ед. челяди́н — зависимое население в Древней Руси, Речи Посполитой и Российском государстве. 
В другом источнике указано, что Че́лядь чадь ж. собир. (от чадо?) домочадцы, слуги, прислуга, работники, дворовые люди. Также челядью могли быть родственники или друзья хозяина, которые не имели дома и денег и жили за его счёт.

## Древняя Русь
Договоры Руси с Византией X века именовали зависимое население термином «челядь». В XI веке в связи с тем, что положение закупа (лица, попавшего в зависимость на период отработки ссуды) было близко к положению раба, в законе потребовалось провести грань между этими социальными категориями. В Русской Правде помимо общего термина «челядин» употребляются два новых: «закуп» и «обельный (полный) холоп». По мнению А. А. Зимина, в Пространной редакции Русской Правды нет каких-либо черт различий в источниках и правовом положении холопства и челядинства.
Все вооружённые холопы или челядь, ходившая за своими боярами в походы, составляли боярский двор, старинное название дружины или свиты боярской.

### Альтернативное мнение
Б. Д. Греков обратил внимание на то, что статья 110 Пространной редакции Русской Правды «в своём перечне источников рабства пропускает плен». И. Я. Фроянов объясняет это тем, что первоначально плен был источником челядинства, а не холопства. Историю челядинства Фроянов изображает следующим образом:
- в VI–IX веках челядь — рабы-пленники;
- в IX–X веках они стали объектом купли-продажи;
- с XI века термин «челядь» относился к части зависимого населения, занятого в феодальном хозяйстве[9][10]. В середине XI века его сменил термин «холопы».

## Речь Посполитая и Российская империя
Несколько иное значение термин «czeladź» приобрёл с XVI века в Речи Посполитой, а после её раздела в конце XVIII века в Российской империи.
В России в XVIII–XIX веках слово «челядь» означало дворовых людей помещика. В коми-зырянском и коми-пермяцком языках слово «челядь» означает «дети».